# CONFUSION (大沢誉志幸のアルバム)
『CONFUSION』（コンフュージョン）は大沢誉志幸3作目のアルバム。1984年7月10日にエピックレコードジャパンよりLPレコードとカセットでリリース（CDは同年8月1日）。ヒット曲「そして僕は、途方に暮れる」が収録されているアルバム。

## 解説
前作からわずか4か月半後のスタジオ・アルバムで、録音はアルファスタジオと、ニューヨークのパワー・ステーション・スタジオで行われた。なお、当時大沢がレコード作りにニューヨークに行っている時、所属事務所から連絡が来て、「今、渡辺プロダクションでは全力挙げて吉川晃司に金を掛けているので、海の物とも山の物とも分からない奴に金を掛けていられない、今直ぐ日本に帰国せよ」と言われ、突然一方的にレコーディングが打ち切られたという。その後、大沢が自身の資金を投じて、大沢単独でレコーディング作業を済ませた。
演奏は、トニー・レヴィン（ベース）、ミッキー・カリー（ドラムス）、エイドリアン・ブリュー、エディ・マーティン、G. E. スミス（ギター）、ジェリー・ゴンザレス（パーカッション）、トミー・マンデル、富樫春生（キーボード）、レニー・ピケット、矢口博康（サックス）、松武秀樹（シンセサイザー・プログラマー）などが担当している。
『CONFUSION』は、大沢、銀色夏生、大村雅朗の3人一緒での制作としては最後のアルバムとなった。

## リリース履歴
| No. | 日付          | レーベル                       | 規格         | 規格品番                      | 備考                                    |
| --- | ------------- | ------------------------------ | ------------ | ----------------------------- | --------------------------------------- |
| 1   | 1984年7月10日 | EPIC・ソニー                   | LP・CT       | 28･3H-132 (LP) 28･6H-112 (CT) |                                         |
| 2   | 1984年8月1日  | EPIC・ソニー                   | CD           | 35･8H-22                      |                                         |
| 3   | 1993年10月1日 | EPIC・ソニー                   | CD           | ESCB 1459                     | 1993年デジタルリマスター仕様            |
| 4   | 2013年4月10日 | ソニー・ミュージックダイレクト | Blu-spec CD2 | MHCL 30024                    | 名盤復刻版 2013年デジタルリマスター仕様 |

## 収録曲

### LPレコード, CT
| 全編曲: 大村雅朗。 |                                |            |            |       |
| #                  | タイトル                       | 作詞       | 作曲       | 時間  |
| 1.                 | 「CONFUSION」                  | 大沢誉志幸 | 大沢誉志幸 | 3:44  |
| 2.                 | 「そして僕は、途方に暮れる」   | 銀色夏生   | 大沢誉志幸 | 4:55  |
| 3.                 | 「雨のタップダンス」           | 銀色夏生   | 大沢誉志幸 | 3:36  |
| 4.                 | 「Free wayまで泣くのはやめろ」 | 銀色夏生   | 大沢誉志幸 | 3:41  |
| 5.                 | 「その気××× (mistake)」        | 銀色夏生   | 大沢誉志幸 | 4:30  |
| 合計時間:          | 合計時間:                      | 合計時間:  | 合計時間:  | 20:26 |

| 全編曲: 大村雅朗。 |                              |            |            |       |
| #                  | タイトル                     | 作詞       | 作曲       | 時間  |
| 1.                 | 「Living Inside」            | 銀色夏生   | 大沢誉志幸 | 3:34  |
| 2.                 | 「彼女の向こう側」           | 銀色夏生   | 大沢誉志幸 | 4:25  |
| 3.                 | 「ダーリン小指を立てないで」 | 銀色夏生   | 大沢誉志幸 | 3:57  |
| 4.                 | 「BROKEN HEART」             | 銀色夏生   | 大沢誉志幸 | 5:02  |
| 5.                 | 「ウーレイ」                 | 大沢誉志幸 | 大沢誉志幸 | 3:44  |
| 合計時間:          | 合計時間:                    | 合計時間:  | 合計時間:  | 20:42 |

#### CD
| 全編曲: 大村雅朗。 |                                |            |            |       |
| #                  | タイトル                       | 作詞       | 作曲       | 時間  |
| 1.                 | 「CONFUSION」                  | 大沢誉志幸 | 大沢誉志幸 | 3:44  |
| 2.                 | 「そして僕は、途方に暮れる」   | 銀色夏生   | 大沢誉志幸 | 4:55  |
| 3.                 | 「雨のタップダンス」           | 銀色夏生   | 大沢誉志幸 | 3:36  |
| 4.                 | 「Free wayまで泣くのはやめろ」 | 銀色夏生   | 大沢誉志幸 | 3:41  |
| 5.                 | 「その気××× (mistake)」        | 銀色夏生   | 大沢誉志幸 | 4:30  |
| 6.                 | 「Living Inside」              | 銀色夏生   | 大沢誉志幸 | 3:34  |
| 7.                 | 「彼女の向こう側」             | 銀色夏生   | 大沢誉志幸 | 4:25  |
| 8.                 | 「ダーリン小指を立てないで」   | 銀色夏生   | 大沢誉志幸 | 3:57  |
| 9.                 | 「BROKEN HEART」               | 銀色夏生   | 大沢誉志幸 | 5:02  |
| 10.                | 「ウーレイ」                   | 大沢誉志幸 | 大沢誉志幸 | 3:44  |
| 合計時間:          | 合計時間:                      | 合計時間:  | 合計時間:  | 41:08 |

### 楽曲解説
1. CONFUSION
今作のリリースから数年間行われた'80年代のコンサートで、冒頭に歌われることが多かった曲である。2008年、デビュー25周年を記念したアルバム『Season's greetings〜春〜』に、「CONFUSION(25th ver.)」（編曲：URU）として、ジャズアレンジされ収録。
2. そして僕は、途方に暮れる
シングル盤とは若干異なるアレンジになっている。アルバム版がオリジナル・バージョン。ベスト・アルバム『Frenzy』にもこのバージョンが収録されている。
3. 雨のタップダンス
4. Free wayまで泣くのはやめろ
初回CD盤裏ジャケットには、理由は不明だが「Free wayまで泣くのは」と表記されている。シングル「そして僕は途方に暮れる」B面。
5. その気××× (mistake)
シングル盤とは若干異なるアルバム・バージョン。ベスト・アルバム『Frenzy』にもこのバージョンが収録されている。
6. Living Inside
7. 彼女の向こう側
8. ダーリン小指を立てないで
9. BROKEN HEART
10. ウーレイ

## 参考資料
- アルバム『CONFUSION』（EPICソニー、1984年）
- アルバム『TraXX -Yoshiyuki Ohsawa Single Collection-』（ソニー・ミュージックダイレクト、2010年）
- 音楽雑誌『ロッキング・オン・ジャパン ロッキング・オン』VOL.8（1988年1月増刊号）